# Sé (Lamego)
Sé (IPA: [sɛ]) is een plaats (freguesia) in de Portugese gemeente Lamego en telt 3144 inwoners (2001).